# Inmaculada Rodríguez-Piñero Fernández
Inmaculada Rodríguez-Piñero Fernández (Madrid, 7 de gener de 1958) és una política valenciana, d'origen madrileny, diputada al Congrés dels Diputats en la IX i X Legislatures i al Parlament Europeu.

## Biografia
És llicenciada en Ciències Econòmiques i Empresarials i màster en Teoria Econòmica per la Universitat de Minnesota. És funcionària excedent de la Generalitat Valenciana, on va ser cap de l'Àrea de Programació Econòmica i Inversions Públiques de la Conselleria d'Economia i Hisenda de la Generalitat Valenciana i directora general de Règim Econòmic de la Consellería de Cultura, Educació i Ciència. Funcionària excedent del Ministeri d'Economia i Hisenda d'Espanya, Direcció general del Cadastre, concretament com a cap de l'Àrea Regional de Coordinació de Processos Cadastrals de la Gerència Regional del Cadastre de València. Autora de nombrosos articles i directora de diverses publicacions econòmiques de la Generalitat.
Rodríguez-Piñero va ser la primera dona que va aconseguir ser secretària de Política Econòmica i Ocupació en el PSOE des de la seva constitució com a partit, escollida pel XXXVIè Congrés Federal del PSOE, al juliol de 2004-2008.

## Entrada i desenvolupament en política
Inmaculada Rodríguez Piñero ha desenvolupat la seva carrera política a València dins del PSPV-PSOE, en 2004 va ser escollida secretària federal de Política Econòmica i Ocupació en el PSOE en el XXXVI Congrés Federal d'aquest partit, amb responsabilitats en matèria de política econòmica, ocupació, habitatge, indústria i infraestructures. És la primera dona responsable d'economia en el PSOE des que es va constituir com a partit.
A les eleccions generals espanyoles de 2008 fou escollida diputada per la província de València, càrrec que abandonà per tal de ser nomenada Secretària General d'Infraestructures pel ministre de Foment José Blanco el 16 d'abril de 2009. Deixà aquestes responsabilitats l'octubre de 2011 per tal de ser la candidata socialista al Congrés a les eleccions de 2011. Escollida novament, deixà l'escó en juliol de 2014 quan fou escollida diputada a les eleccions al Parlament Europeu d'aquell any.